# Вільям де Камарго
Вільям де Камарго (порт.-браз. William de Camargo; 27 лютого 1999) — бразильський футболіст, нападник «Леганеса», який в оренді виступає за львівські «Карпати».

## Життєпис
Вихованець футбольної школи «Сан-Паулу», у клубній структурі якого виступав до 2018 року. Навесні 2018 року перейшов до іспанського «Леганеса», але виступав виключно за молодіжну команду клубу. Двічі потрапляв до заявки першої команди, але жодного разу на поле так і не вийшов. 4 вересня 2018 року перейшов в річну оренду до львівських «Карпат». Дебютував у складі «зелено-білих» 9 вересня 2018 року в переможному (1:0) товариському поєдинку проти представника польської Екстракляси «Лехії» (Гданськ). Вільям вийшов на поле в стартовому складі та відіграв увесь матч. В офіційних поєдинках дебютував за «Карпати» 15 вересня 2018 року в програному (0:1) домашньому поєдинку 8-о туру УПЛ проти полтавської «Ворскли». Де Камарго вийшов на поле 46-й хвилині поєдинку, замінивши Мар'яна Шведа.